# Slottet i Karpaterna
Slottet i Karpaterna (franska: Le Château des Carpathes) är en roman från 1892 av den franske författaren Jules Verne. Den utkom på svenska 1926.

## Handling
Mystiska händelser utspelar sig i ett isolerat slott nära byn Werst i Karpaterna, Transsylvanien, (då Ungern, nu Rumänien). Byborna är övertygade om att slottet är bebott av Djävulen själv. Greve Franz de Télek, som är på tillfälligt besök i byn, beger sig på egen hand av till slottet för att själv undersöka omständigheterna. Han får veta att den som ockuperar slottet är en viss Baron Rodolphe de Gortz, som år tidigare var de Téleks rival i striden om den italienska primadonnan La Stillas gunst. I tron att primadonnan är död blir greven under sin undersökning mycket förvånad över att se hennes silhuett och höra hennes röst inifrån slottet.